# Hill of Vision
Hill of Vision - L'incredibile storia di Mario Capecchi è un film italiano del 2022 diretto da Roberto Faenza. La pellicola riprende la vita del premio Nobel per la medicina Mario Capecchi.

## Trama
Alto Adige, Seconda Guerra Mondiale. Mario, in cerca di un riparo dopo che la guerra lo ha allontanato dai suoi genitori (la madre, antifascista, è stata deportata in un campo di prigionia; il padre, fascista convinto, combatte al fronte), si imbatte in due bambini che, come lui, sono soli. Insieme verranno presto trasferiti in orfanotrofio, in cui Mario rivedrà sua madre. Il ragazzo, ancora amareggiato dalle tragedie della guerra, cercherà faticosamente di ritrovare la felicità. Nel dopoguerra i due si dirigono negli Stati Uniti dove, in compagnia degli zii, Mario proverà ad integrarsi nella società.

## Produzione
Il film, inizialmente intitolato Resilient, è stato girato in Trentino-Alto Adige nell'estate 2020.

## Distribuzione
Il film è stato distribuito nelle sale cinematografiche italiane a partire dal 16 giugno 2022.

## Accoglienza
Il film ha incassato 23 400 € nel primo weekend e circa 45 800 € in totale.